# Медведев, Александр Иванович (генерал)
Александр Иванович Медведев (1853—1926) — русский военный теоретик и педагог, генерал-лейтенант, ординарный профессор Николаевской военной академии.

## Биография
Сын урядника, из казаков. В службу вступил в 1872 году после окончания Усть-Медведицкой классической гимназии. До 1875 года обучался в Санкт-Петербургском практическом технологическом институте и Императорском Харьковском университете.
В 1875 был выслан в Шенкурск по подозрению в распространении книг революционного содержания. После четырёх месяцев пребывания в ссылке скрылся и перешёл на нелегальное положение, жил под чужими фамилиями в Ростове-на-Дону, Таганроге, Астрахани, Петербурге, где познакомился с революционером А. К. Соловьевым, вместе с которым выехал в Самару. После неудачного покушения А. К. Соловьева на Александра II (2 апреля 1879 года), 16 апреля был арестован и заключен в Самарскую тюрьму. Признал себя виновным в бегстве из ссылки и проживании под чужими именами. По Высочайшему повелению 8 июля 1881 года его дело было разрешено в административном порядке с подчинением его гласному надзору полиции и с воспрещением проживать в столицах и университетских городах. В 1883 году был командирован на службу в Донской 15-й казачий полк и освобождён от надзора ввиду хорошего поведения.
В 1884 году выдержал экзамен на офицерский чин при Варшавском пехотном юнкерском училище и был произведён в хорунжие с определением в Донской 3-й казачий полк. В 1889 году произведён в сотники с определением в 13-м и 15-м Донских казачьих полках. В 1893 году произведён в подъесаулы.
В 1894 году после окончания Императорской Николаевской военной академии по I разряду произведён в есаулы с переименованием в 1895 году капитаны Генерального штаба с назначением помощником старшего адъютанта штаба Московского военного округа. С 1896 года отбывал цензовое командование эскадроном в Сумском 3-м драгунском полку. С 1899 году подполковник — преподаватель военных наук в Александровском военном училище.
В 1903 году за отличие по службе произведён в полковники с назначением штаб-офицером — заведующим обучающимися офицерами в Николаевской военной академии. С 1905 года заведующий мобилизационной частью Главного интендантского управления. С 1908 года штаб-офицер для поручений при начальнике Генерального штаба.
В 1910 году после защиты первой диссертации назначен экстраординарным профессором ИНВА. В 1911 году после защиты второй диссертации назначен ординарным профессором ИНВА и за отличие по службе произведён в генерал-майоры. С 1914 года исполнял должность начальника штаба Двинского военного округа. С 1916 года помощник главного начальника снабжений армий Западного фронта. В 1917 году произведён в генерал-лейтенанты и снова назначен ординарным профессором Николаевской военной академии.
После Октябрьской революции с 1918 года вместе с академией был эвакуирован в Екатеринбург. С 1919 года помимо преподавательской деятельности в академии исполнял должность главного начальника снабжения Западной армии Восточного фронта. После эвакуации академии во Владивосток был на преподавательской работе в академии, временно исполнял должность ее начальника. В 1922 году был арестован красными во Владивостоке.

## Награды
Награждён всеми орденами Российской империи вплоть до ордена Святого Владимира 2-й степени высочайше пожалованного ему 8.02.1917 года.